# Псцинінек
Псцинінек (пол. Pścininek) — село в Польщі, у гміні Битонь Радзейовського повіту Куявсько-Поморського воєводства.
Населення — 54 особи (2011).
У 1975-1998 роках село належало до Влоцлавського воєводства.

## Демографія
Демографічна структура станом на 31 березня 2011 року:
|          | Загалом | Допрацездатний вік | Працездатний вік | Постпрацездатний вік |
| -------- | ------- | ------------------ | ---------------- | -------------------- |
| Чоловіки | 27      | 5                  | 19               | 3                    |
| Жінки    | 27      | 5                  | 11               | 11                   |
| Разом    | 54      | 10                 | 30               | 14                   |